# Harare
Harare (ranije Salisbury) glavni je grad i jedna od 10 pokrajina Zimbabvea. Prema procjeni iz 2006. imao je 1,6 milijuna stanovnika (2.800.111 stanovnika u širem gradskom području). Time je najveći zimbabveški grad, administrativni, ekonomski i komunikacijski centar države. Također je centar trgovine duhanom, pamukom i voćem. U njegovoj blizini nalaze se rudnici zlata, a gradska je industrija uglavnom ona tekstila, čelika, kao i kemijska industrija.

## Povijest
Utvrdu Salisbury osnovala je 1890. Pioneer Column, plaćenička vojska Cecila Rhodesa i imenovala je po tadašnjem britanskom premijeru, markizu Salisburyju. Status grada je Salisbury dobio 1935. godine.
Grad je dobio novo ime, Harare, na drugu obljetnicu neovisnosti Zimbabvea, 18. travnja 1982. Harare je bilo ime poglavice naroda Shona, koji čini većinu u Zimbabveu.

## Predgrađa
- Epworth

## Gradovi prijatelji
- Nottingham (Ujedinjeno Kraljevstvo)
- München (Njemačka)
- Prato (Italija)
- Lago (Italija)

## Vanjske poveznice
- Službena stranica  Arhivirana inačica izvorne stranice od 13. ožujka 2015. (Wayback Machine) (engl.)

### Ostali projekti
|  | Zajednički poslužitelj ima još gradiva o temi Harare |